# Камараса, Бальтасар де лос Кобос
Бальтасар де лос Кобос-и-Луна Мендоса Суньига-и-Манрике (исп. Baltasar de los Cobos y Luna Mendoza Zúñiga y Manrique; ум. 6 ноября 1715), 5-й маркиз де Камараса — вице-король Арагона.

## Биография
Сын Мануэля Гомеса Манрике де Мендосы Сармьенто де лос Кобоса-и-Луны, 4-го маркиза де Камараса, и Исабели Портокарреро.
9-й граф де Кастро, Рикла и Вильясопеке, сеньор де Астулильо, Гормас, и прочее, гранд Испании.
Прямой потомок дона Лопе, 1-го графа де Луна. Дворянин Палаты короля Испании, генерал галер Неаполитанского королевства и Испании. 11 июля 1669 был пожалован Карлом II в рыцари ордена Золотого руна.
Первый раз был арагонским наместником в 1692—1693 годах, в период войны Аугсбургской лиги. Во время вице-королевства лос Кобоса был издан королевский указ 1693 года, согласно которому бродяги должны быть заключены в тюрьмы или изгнаны в места их происхождения. Эта мера, направленная против переселявшихся на испанскую территорию французов, уже применялась в 1635, 1667, 1673 и 1684 годах.
Второй раз его наместничество совпало с заключением Рисвикского мира, подписанный 20 сентября 1697 года, положил конец франко-испанскому конфликту и пребыванию арагонских терсио в Каталонии, официально выведенных оттуда в 1698 году.
Бальтасар де лос Кобос был последним арагонским вице-королем, назначенным Карлом II. Он исполнил последнюю волю Габсбурга и признал королем Филиппа V, что было скреплено присягой в соответствии с арагонскими фуэрос 17 сентября 1701 в столичном соборе Ла-Сео.
В 1702 году претензии на испанскую корону предъявил Карл Австрийский. В отличие от соседних Каталонии и Валенсии, где сторонники Габсбурга составляли большинство, Арагон был разделен сильнее. Дело Бурбона поддерживали вице-король, титулованная знать и высшее духовенство, в том числе архиепископ Сарагосы, а также ряд городов, таких как Хака, Тарасона и Борха. В Нижнем Арагоне, тесно связанном с архиепископом Сарагосы, оно нашло поддержку среди населения Альбалате-дель-Арсобиспо, Алькорисы, Альосы, Ариньо, Ихара и Урреи. Карл III пользовался поддержкой части знати, в том числе дома Састаго и маркиза Коскохуэлы, и нескольких значительных епископов, в том числе епископов Уэски и Альбаррасина, низшего духовенства и общин Теруэля, Дароки и Калатаюда.
Существует историографическая традиция, согласно которой, если бы Бальтасар де лос Кобос оставался наместником Арагона, то королевство не склонилось бы на сторону австрийцев. При этом следует учитывать наличие в Арагонском королевстве социальных конфликтов между аристократией, мелкопоместным дворянством и буржуазией, борьбы за муниципальную власть и открытие Кортесов в 1702 году, на которых было оглашено продление временных фуэрос до следующих Кортесов, что привело к распространению слухов о перемене формы управления королевством, жители которого не желали расставаться со своими старинными привилегиями.
В 1701 году Бальтасар де лос Кобос был утвержден Филиппом V в должности на следующее трехлетие, но в 1704 году его сменил в вице-королевстве Антонио Ибаньес де ла Рива Эррера, архиепископ Сарагосы.

## Семья
1-я жена: Тереса де Сотомайор. Брак бездетный
2-я жена: Исабель де Веласко-и-Карвахаль де Веласко, дочь Франсиско Бальтасара де Веласко, маркиза де Берланга, и Марии Каталины де Карвахаль Кобос Мендосы, маркизы де Ходар
Дети:
- Мануэль Сармьенто де лос Кобос (ум. 1733), 6-й маркиз де Камараса. Жена: Хулиана Паулина де Палафокс-и-Сентурион де Палафокс, дочь Хуана Антонио де Палафокса, маркиза де Ариса, и Франсиски Хосефы Сентурион де Кардовы Мендосы Карильо де Альборнос Сентурион, маркизы де Альмуния
- Диего Сармьенто де Мендоса де лос Кобос (ум. 1776), граф де Рибадавия, Кастрохерис и Вильясопеке
- Леонор де лос Кобос (ум. 1762), 8-я маркиза де Камараса
- Исабель Роса де лос Кобос (ум. 1777), 9-я маркиза де Камараса
- Бальтасара де лос Кобос (ум. 1791), 10-я маркиза де Камараса